# 젤라 네쉬테일러
젤라 네쉬테일러(Gela Nash-Taylor, 1953년 11월 5일 ~ )는 미국의 패션 디자이너이자 전직 배우이다. 그녀는 V (The Series)에서 외계 선박의 약사 마르타 역을 맡았다: 그녀는 두 개의 에피소드, The Rescue (13화)와 The Wildcats (15화)에 출연했다. 1997년에는 파멜라 스카이스트레비와 함께 미국 브랜드 Juicy Couture를 공동 설립했다. 2021년에는 아들 트래비스와 함께 로스앤젤레스에 본사를 둔 의류 및 대마초 브랜드인 Potential Goods를 공동 설립했다.